# Upper Gravenhurst
Upper Gravenhurst est un petit village anglais du Central Bedfordshire.

## Historique
L’église Saint-Gilles date du XIIe siècle.